# سباستین هلبیگ
سباستین هلبیگ (انگلیسی: Sebastian Helbig؛ زادهٔ ۲۵ آوریل ۱۹۷۷) بازیکن فوتبال اهل آلمان است.
از باشگاه‌هایی که در آن بازی کرده‌است می‌توان به باشگاه فوتبال دینامو درسدن، باشگاه فوتبال تسویکاو، باشگاه فوتبال کلن، باشگاه فوتبال کارل زایس ینا، باشگاه فوتبال قوت-وایس ارفورت، باشگاه فوتبال انرژی کوتبوس، باشگاه فوتبال بایر ۰۴ لورکوزن، و باشگاه فوتبال ارتسگبیرگ آئو اشاره کرد.
وی همچنین در تیم ملی فوتبال زیر ۲۰ سال آلمان بازی کرده‌است.